# یواس‌اس آرکانزاس (اس‌اس‌ان-۸۰۰)
یو اس اس آرکانزاس (به انگلیسی: USS Arkansas) با کد SSN-800 یک زیردریایی تهاجمی هسته‌ای از کلاس ویرجینیا است که برای خدمت در نیروی دریایی ایالات متحده آمریکا، سفارش تولید آن ثبت گردیده است. آرکانزاس یکی از ۱۰ فروند زیردریایی در بلوک چهارم سفارش نیروی دریایی ایالات متحده آمریکا برای تولید زیردریایی های تهاجمی از کلاس ورجینیا قرار دارد که در تاریخ ۲۸ آوریل ۲۰۱۴ به شرکت جنرال داینامیکس الکتریک بوت ابلاغ شده است. جشن نامگذاری این زیردریایی به تاریخ ۱۵ ژوئن ۲۰۱۶ برگزار گردید.

## آرکانزاس در رسانه
با وجود آنکه این زیردریایی هنوز به نیروی دریایی ایالات متحده تحویل نگردیده است، اما موضوع اصلی فیلمی با نام قاتل شکارچی تولید سال ۲۰۱۸ است که یک عملیات نجات و پنهانکاری با این زیردریایی را به تصویر می کشد. «قاتل شکارچی» نام دیگر زیردریایی های تهاجمی است که در نیروی دریایی ایالات متحده و زبان انگلیسی بسیار مرسوم می باشد. 